# Nagisa Ōshima
Nagisa Ōshima (大島渚, Ōshima Nagisa, Quioto, 31 de março de 1932 — Kanagawa, 15 de janeiro de 2013) foi um cineasta japonês.

## Biografia
Originário de uma família aristocrática e tradicionalista, desde cedo se interessou pelas causas estudantis e políticas. Diplomou-se em Direito, em 1954, especializou-se em história política e em particular na história da Revolução Soviética. Nesse mesmo ano, decide entrar para uma empresa produtora de filmes, trabalhando aí como argumentista e assistente de realizador.
Cineasta polémico, atento aos comportamentos humanos, tem como filmes mais conhecidos O Império dos Sentidos (1976) e Furyo, Em Nome da Honra (1983).

### Morte
Em 15 de janeiro de 2013, morreu em um hospital de Kanagawa, ao sul de Tóquio, por causa de uma pneumonia.

## Filmografia
| Ano  | Título japonês           | Rōmaji (Tradução literal)                                      | Título em Portugal        | Título no Brasil |
| ---- | ------------------------ | -------------------------------------------------------------- | ------------------------- | ---------------- |
| 1959 | 愛と希望の街             | Ai to kibō no machi (O bairro do amor e da esperança)          |                           |                  |
| 1960 | 青春残酷物語             | Sēshun zankoku monogatari (Conto Cruel da Juventude)           |                           |                  |
| 1960 | 太陽の墓場               | Taiyō no hakaba (O Túmulo do Sol)                              |                           |                  |
| 1960 | 日本の夜と霧             | Nihon no yoru to kiri (Noite e Neblina no Japão)               |                           |                  |
| 1961 | 飼育                     | Shiiku (A Armadilha)                                           |                           |                  |
| 1962 | 天草四郎時貞             | Amakusa shirō tokisada (A Revolta de Amakusa)                  |                           |                  |
| 1963 | 小さな冒険旅行           | Chīsana bōken ryokō (A primeira aventura de uma criança)       |                           |                  |
| 1964 | 私はベレット             | Watashi wa beretto (Aqui estou, Bellett)                       |                           |                  |
| 1965 | 悦楽                     | Etsuraku (Os prazeres)                                         |                           |                  |
| 1965 | ユンボギの日記           | Yunbogi no nikki (O diário de Yunbogi)                         |                           |                  |
| 1966 | 白昼の通り魔             | Hakuchū no tōrima (O obcecado à luz do dia)                    |                           |                  |
| 1967 | 忍者武芸帳               | Ninja bugē-chō (Os contos do Ninja)                            |                           |                  |
| 1967 | 日本春歌考               | Nihon shunka-kō (Canções libertinas japonesas)                 |                           |                  |
| 1967 | 無理心中日本の夏         | Muri shinjū: Nihon no natsu (Duplo suicídio num verão japonês) |                           |                  |
| 1968 | 絞死刑                   | Kōshikē                                                        | O Enforcamento            |                  |
| 1968 | 帰って来たヨッパライ     | Kaette kita yopparai (O regresso dos três bêbedos)             |                           |                  |
| 1969 | 新宿泥棒日記             | Shinjuku dorobō nikki                                          | Diário de um ladrão       |                  |
| 1969 | 少年                     | Shōnen                                                         | O menino                  |                  |
| 1970 | 東京戰争戦後秘話         | Tōkyō sensō sengo hiwa (História secreta no pós-guerra)        |                           |                  |
| 1971 | 儀式                     | Gishiki                                                        | Cerimónia solene          |                  |
| 1972 | 夏の妹                   | Natsu no Imōto                                                 | Um verão em Okinawa       |                  |
| 1976 | 愛のコリーダ             | Ai no corrida                                                  | O império dos sentidos    |                  |
| 1978 | 愛の亡霊                 | Ai no bōrē                                                     | O império da paixão       |                  |
| 1983 | 戦場のメリークリスマス   | Senjō no merī Kurisumasu / Merry Christmas, Mr. Lawrence       | Feliz Natal, Mr. Lawrence |                  |
| 1986 | マックス、モン・アムール | Makkusu, Mon Amūru / Max, Mon Amour                            |                           |                  |
| 1999 | 御法度                   | Gohatto (Tabu)                                                 |                           |                  |